# Dubiaranea festiva
Dubiaranea festiva là một loài nhện trong họ Linyphiidae. Loài này được phát hiện ở Chile.